# Waldstromer von Reichelsdorf
La famiglia Waldstromer von Reichelsdorf fu una famiglia nobile del patriziato di Norimberga, nel cui consiglio cittadino sedette dal 1729 al 1806.

## Storia
La famiglia Waldstromer (nota anche come Strohmeyer, Stromeir, Stromair o Stromeyr) venne menzionata per la prima volta in un documento del 1230. Un Lorenz Waldstrommer ricevette nel XIII l'incarico di maestro delle foreste imperiali per l'area del loro feudo che già possedevano dal 1243.
La detenzione della carica di maestro delle foreste imperiali e l'opera di silvicoltori svolta dai membri della famiglia, danneggiò notevolmente l'area naturalistica loro affidata per le eccessive concessioni dei diritti d'uso che questi ottennero e che destinarono a fornaci per il vetro o per il ferro, nonché per la produzione di carbone tra il XIII ed il XIV secolo. La famiglia, nel XIV secolo, era divenuta fondamentale per l'economia di Norimberga come fornitrice di materie prime e per questo il consiglio cittadino cercò di ottenere il diritto esclusivo di sfruttamento della foresta locale. Nel 1396, la famiglia Waldstrom vendette metà dei propri diritti alla città di Norimberga.
La famiglia venne cooptata nel patriziato di Norimberga solo nel 1729 e solo da quella data gli venne permesso di nominare membri per il consiglio cittadino. Dopo il crollo della città imperiale di Norimberga, la famiglia venne assunta nella nobiltà bavarese dal 1813, estinguendosi nel 1844.